# Zădăreni
Zădăreni (deutsch Saderlach, ungarisch Zádorlac) ist eine Gemeinde im Kreis Arad im Banat (Rumänien). Zur Gemeinde Zădăreni gehört das Dorf Bodrogu Nou.

## Geografische Lage
Zădăreni liegt am linken Maroschufer, im Norden des Banats, im Westen Rumäniens, an der Kreisstraße (Drum județean) DJ 692 und an der Eisenbahnstrecke Neu-Arad – Groß-Sankt-Nikolaus, acht Kilometer von der Kreishauptstadt Arad entfernt. Auf der Gemarkung der Gemeinde, vier Kilometer westlich von Zădăreni, befindet sich das griechisch-orthodoxe Kloster Hodoș-Bodrog, ein aus dem Mittelalter stammender Wallfahrtsort.

## Nachbarorte
| Pecica      | Marosch                                     | Neu-Arad  |
| Bodrogu Nou | Kompassrose, die auf Nachbargemeinden zeigt | Fântânele |
| Felnac      | Vinga                                       | Șagu      |

## Etymologie
Der Ortsname Zádorlac deutet auf einen Besitzer namens „Zádor“ und das ungarische Nachwort „lak“ für Wohnort hin.

## Geschichte

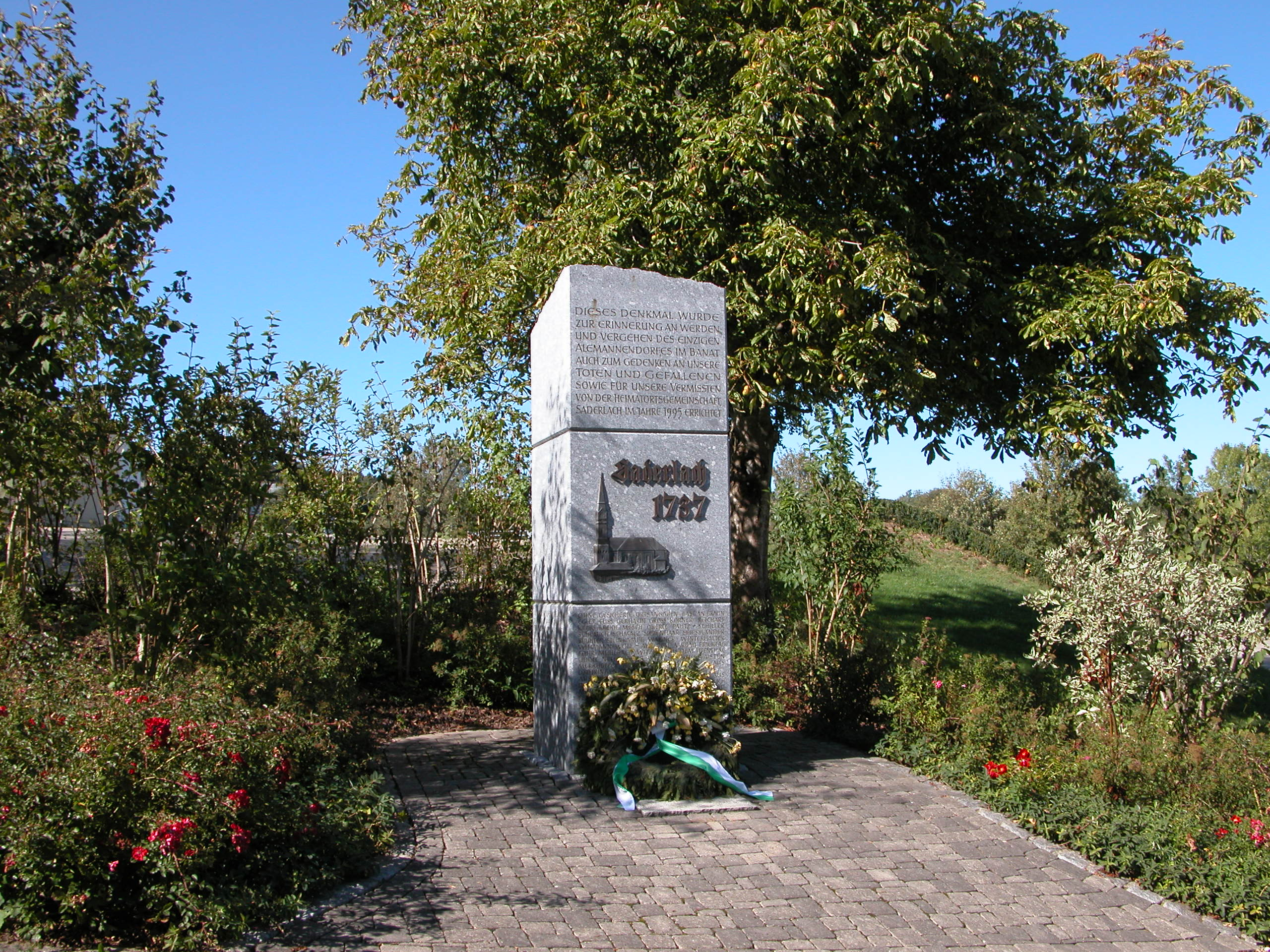
Saderlach-Denkmal in Görwihl

Die älteste Erwähnung der Siedlung „Zadarlaka“ stammt aus den päpstlichen Zehentlisten von 1332 bis 1337. Im Jahr 1514 wurde das „Schloss Zadorlak“ von den Aufständischen Dózsas geplündert und alle Lehensurkunden vernichtet. Im Sommer 1551 wurde das Schloss von Sokollu Mehmed Pascha eingenommen. Während der Türkenherrschaft wird lediglich eine kleine Siedlung „Szallas“ (Praedium) von etwa 30 Personen in der Nähe des heutigen „Sallaschberges“ erwähnt.
Nachdem das Banat als Folge des Friedens von Passarowitz (1718) habsburgisches Kronland geworden war, begann die staatlich gelenkte, planmäßige Besiedlung dieses weitgehend entvölkerten Landstriches. Die Saderlacher Ansiedler kamen als geschlossene Gruppe zwischen dem ersten und zweiten Schwabenzug (1740–1780). Nach dem Banater Historiker Leo Hoffmann gelangten 1737 die ersten Hotzen in die Gegend. Der überwiegende Teil der Saderlacher Ansiedler stammte aus dem südlichen Schwarzwald, nämlich aus dem Zwing und Bann des Klosters St. Blasien, aus der Grafschaft Hauenstein (wozu der Hotzenwald gehörte), der Grafschaft Bonndorf, der Landgrafschaft Stühlingen, der Landgrafschaft Klettgau und dem Fürstentum Fürstenberg; zu diesen stießen auch Auswanderer aus dem linksrheinischen Fricktal. Vermutungen, in Saderlach seien 1755 unter Maria Theresia auch Familien der deportierten Salpeterer angesiedelt worden, konnten schon in den 1920er-Jahren durch die Forschungen von Jakob Ebner zur Geschichte der Salpeterer widerlegt werden. Saderlach war bis in die jüngste Vergangenheit, als die große Mehrheit der „Sachsen“ und „Schwaben“ Rumänien verließen, die einzige deutschsprachige Siedlung in Südosteuropa mit hochalemannischer Mundart.
Zădăreni wurde 2004 durch die Loslösung von Felnac (Fellnack) eine eigenständige Gemeinde.

## Tourismus
Das Kloster Hodoș-Bodrog ist ein wichtiger touristischer Anziehungspunkt. Das aus dem 12. Jahrhundert stammende Mönchskloster ist im Besitz einer Ikonensammlung aus dem 15. bis 18. Jahrhundert sowie von Büchern, Manuskripten, Silbergefäßen und Artefakten aus der Römerzeit, die bei Ausgrabungen in den Jahren 1976 bis 1977 freigelegt wurden.

## Demografie
| 1880 | 2192 | 160  | 45 | 1985 | 2                |
| 1910 | 2127 | 176  | 82 | 1860 | 9                |
| 1930 | 1727 | 180  | 14 | 1529 | 4                |
| 1977 | 2223 | 1383 | 42 | 786  | 12               |
| 2002 | 2104 | 2006 | 58 | 21   | 19               |
| 2011 | 2495 | 2297 | 49 | 13   | 136              |
| 2021 | 2758 | 2421 | 31 | 12   | 294 (9 Ukrainer) |

## Persönlichkeiten
- Hans Weisz (1903–1982), Kirchenmusiker und Komponist
- Andreas Porfetye (1927–2011), Komponist, Pädagoge und Domkapellmeister